# Порт-Аллегані (Пенсільванія)
Порт-Аллегані (англ. Port Allegany) — місто (англ. borough) в США, в окрузі Маккін штату Пенсільванія. Населення — 2135 осіб (2020).

## Географія
Порт-Аллегані розташований за координатами 41°48′55″ пн. ш. 78°16′35″ зх. д. / 41.81528° пн. ш. 78.27639° зх. д. (41.815197, -78.276469).  За даними Бюро перепису населення США в 2010 році місто мало площу 4,74 км², з яких 4,68 км² — суходіл та 0,06 км² — водойми.

## Демографія
Згідно з переписом 2010 року, у селищі мешкало 2157 осіб у 895 домогосподарствах у складі 564 родин. Густота населення становила 455 осіб/км².  Було 995 помешкань (210/км²).
Расовий склад населення:
| - 98,3 % — білих - 0,2 % — корінних американців - 0,1 % — чорних або афроамериканців - 0,1 % — азіатів |

До двох чи більше рас належало 1,1 %. Частка іспаномовних становила 0,8 % від усіх жителів.
За віковим діапазоном населення розподілялося таким чином: 26,6 % — особи молодші 18 років, 57,5 % — особи у віці 18—64 років, 15,9 % — особи у віці 65 років та старші. Медіана віку мешканця становила 38,7 року. На 100 осіб жіночої статі у селищі припадало 92,9 чоловіків;  на 100 жінок у віці від 18 років та старших — 90,8 чоловіків також старших 18 років.
Середній дохід на одне домашнє господарство  становив 51 789 доларів США (медіана — 39 700), а середній дохід на одну сім'ю — 64 678 доларів (медіана — 55 000). Медіана доходів становила 50 761 долар для чоловіків та 35 313 долари для жінок. За межею бідності перебувало 17,4 % осіб, у тому числі 21,8 % дітей у віці до 18 років та 4,1 % осіб у віці 65 років та старших.
Цивільне працевлаштоване населення становило 825 осіб. Основні галузі зайнятості: освіта, охорона здоров'я та соціальна допомога — 31,5 %, виробництво — 17,0 %, публічна адміністрація — 9,1 %, мистецтво, розваги та відпочинок — 7,8 %.